# Vezzano sul Crostolo
Vezzano sul Crostolo é uma comuna italiana da região da Emília-Romanha, província de Reggio Emilia, com cerca de 3.796 habitantes. Estende-se por uma área de 37 km², tendo uma densidade populacional de 103 hab/km². Faz fronteira com Albinea, Casina, Canossa, Quattro Castella, San Polo d'Enza, Viano.

## Demografia
| Variação demográfica do município entre 1861 e 2011                               |
|                                                                                   |
| Fonte: Istituto Nazionale di Statistica (ISTAT) - Elaboração gráfica da Wikipedia |